# Alpenus schraderi
Alpenus schraderi är en fjärilsart som beskrevs av Rothschild 1910. Alpenus schraderi ingår i släktet Alpenus och familjen björnspinnare. Inga underarter finns listade i Catalogue of Life.